# イヴァン2世
イヴァン2世イヴァノヴィチ（ロシア語: Иван II Иванович, ラテン文字転写: Ivan II Ivanovich, 1326年3月30日 - 1359年11月13日）は、モスクワ大公（在位：1353年 - 1359年）。イヴァン1世の息子でドミートリー・ドンスコイの父。
父イヴァン1世の死後、ズヴェニゴロドとルザの公となる。兄セミョーンの死後、スズダリ公コンスタンチンとモスクワ大公位を争い、これに勝利する。1359年、死亡した。モスクワ大公位は、9歳の息子、ドミートリーが継ぎ、府主教アレクシイが摂政となった。

## 登場作品
映画
- オルド 黄金の国の魔術師（2012年、ロシア、演：ヴィタリ・カエフ）